# (1831) Nicholson
(1831) Nicholson est un astéroïde de la ceinture principale.

## Description
(1831) Nicholson est un astéroïde de la ceinture principale. Il fut découvert le 17 avril 1968 à l'observatoire Zimmerwald par Paul Wild. Il présente une orbite caractérisée par un demi-grand axe de 2,24 UA, une excentricité de 0,13 et une inclinaison de 5,6° par rapport à l'écliptique.

## Compléments